# Avdot'ja Ivanovna Rževskaja
La contessa Avdot'ja (Evdokija) Ivanovna Rževskaja (in russo Авдотья (Евдокия) Ивановна Ржевская?; 12 febbraio 1693 – 17 giugno 1747) è stata una nobildonna russa, moglie del generale Černyšëv.
Fu una delle amanti di Pietro il Grande, che la soprannominò Avdot'ja boj-baba (la virago Avdot'ja), nonché dama di corte durante i regni di Anna I ed Elisabetta I. Fu madre dei fratelli Černyšëv, personaggi eminenti del regno di Caterina la Grande.

## Biografia
Era la figlia di Ivan Ivanovič Rževskij, e di sua moglie, Dar'ja Gavrilovna Sokovnina. All'interno del ristretto circolo degli amici di Pietro il Grande, il Vsešutejšij, Vsep'janejšij i Sumasbrodnejšij Sobor (Всешутейший, Всепьянейший и Сумасброднейший Собор), la madre Dar'ja ottenne il titolo scherzoso di "badessa". Questo titolo, il più alto assegnato ad una donna all'interno del gruppo di amici di Pietro, lo mantenne fino alla morte e contribuì alla fama della figlia Avdot'ja quando anch'essa entrò nel circolo. Al momento del matrimonio con il generale Černyšëv ottenne in dono dallo zar la consistente dote di 400 anime (vale a dire 400 contadini schiavi) e cinque anni dopo nel 1705, fu ufficialmente invitata, durante una grottesca cerimonia, ad entrare nel circolo degli amici di Pietro il Grande.
Fu amante di Pietro tra il 1708 e la morte di questi nel 1725 e si crede che il marito di Avdot'ja sia stato scelto dallo stesso Pietro per evitare scandali e poter continuare ad avere la nobildonna a Corte. Secondo alcune voci fu lei a trasmettere allo zar la sifilide che lo uccise, ma non c'è alcuna prova che Avdot'ja avesse questa malattia. Secondo Villebois fu lo stesso Pietro I ad alimentare questa voce, ma Avdot'ja ribaltò le accuse, attribuendo l'origine della malattia alle continue dissolutezze dello zar. Della sua non sottovalutabile influenza a corte non ne beneficiò soltanto il marito ma anche i figli che da Pietro ottennero generosi donazioni di denaro e di villaggi oltre che una continua protezione.
Nel 1717 fu coinvolta nel caso della caduta della dama di compagnia Mary Hamilton, anch'essa, in passato, amante di Pietro. Mary Hamilton aveva tentato a sua volta di infangare la reputazione della Rževskaja, per sostituirsi a lei come dama di corte, accusandola di aver spettegolato sull'imperatrice Caterina I, seconda moglie di Pietro, e in particolare sul suo aspetto fisico e sulle sue abitudini alimentari. Avdot'ja Rževskaja si rivolse allora al generale Orlov che la fece arrestare, la torturò e costrinse la nobildonna Hamilton a confessare le sue colpe. Hamilton fu in seguito giustiziata con l'accusa ufficiale di aver ucciso il suo neonato.
Con l'ascesa al trono di Anna I nel 1730, Avdot'ja fu scelta per diventare una delle otto dame di corte e divenne la confidente dell'imperatrice essendosi distinta per le sue capacità intellettuali e retoriche, anche se il suo prestigio a corte era notevolmente diminuito dopo la scomparsa del suo amante Pietro I.
Avdot'ja Ivanovna fu anche una delle pochissime dame di corte che non furono sostituite in seguito alla morte di Anna e l'ascesa di Elisabetta I, dopo la breve parentesi di Ivan VI e anzi, suo marito fu decorato con l'ordine di Alessandro nel 1742 diventando Graf, cioè conte.
Nel 1745 rimase vedova e si ritirò dalla corte. Morì il 17 giugno 1747 e fu sepolta nel Monastero di Aleksandr Nevskij. I suoi figli saranno tra le figure di primio piano del regno di Caterina II.

## Matrimonio
Nel 1710 sposò Grigorij Petrovič Černyšëv (1672-1745), governatore generale di Mosca. Ebbero otto figli:
- Natal'ja Grigor'evna (5 aprile 1711-1760), sposò il principe Michail Andreevič Belosel'skij-Belozerskij;
- Pëtr Grigor'evič (24 marzo 1712-20 agosto 1773);
- Grigorij Grigor'evič (1717-1750);
- Zachar Grigor'evič (1722-1784);
- Anna Grigor'evna (9 settembre 1724-28 settembre 1770), sposò Fëdor Sergeevič Golicyn;
- Ivan Grigor'evič (1726-1797);
- Ekaterina Grigor'evna (1734-21 agosto 1791), sposò in prime nozze Nikolaj Kirillovič Matjuškin e in seconde nozze Pëtr Grigor'evič Plemjannikov.
- Marija Grigor'evna.